# Nagy Ödön (sakkfeladvány-szerző)
Nagy Ödön (született Grósz Ödön Imre Ede, Ercsi, 1892. június 15. – Budapest, 1966. november 4.) magyar sakkfeladvány-szerző, a háromlépéses matt specialistája.

## Élete
1892. június 15-én született az Ercsihez tartozó Aggszentpéter pusztán római katolikus családba. Édesapja Grósz Ignác uradalmi gazdatiszt, édesanyja Adler Anna volt. A család 1909-ben magyarosította nevét Nagy-ra.
Középiskolai tanulmányait a veszprémi Felső Kereskedelmi Iskolában végezte. Ezt követően Budapestre költözött, ahol bankhivatalnokként helyezkedett el. Az első világháború kitörésekor önkéntesnek jelentkezett. A keleti fronton fogságba esett és Szibériába került, ahonnan csak 1921-ben tért haza Magyarországra.
A húszas és harmincas években a Magyar-Olasz Bank fiókvezetője, egy időben egyik cégvezetője volt. A Magyar Vöröskereszt főkönyvelőjeként vonult nyugdíjba. 1966. november 4-én halt meg szívizom-elfajulás következtében a budapesti János Kórházban. 74 éves volt.
Felesége Weszfried Margit volt, akivel 1926-ban házasodtak össze.
Szenvedélyes amatőr fényképész volt.

## Sakkfeladvány-szerzőként
Már veszprémi diákévei alatt lelkes megfejtője volt a Pesti Naplóban közzétett sakkfeladványoknak. Saját feladványai 1911-től kezdve jelentek meg; ezek összetettségükkel sakkozó körökben hamar nagy feltűnést keltettek. Ahogy a fővárosba költözött, tagja lett a Budapesti Sakk-körnek.
1920 őszén, orosz hadifogsága idején alkalma volt találkozni Moszkvában a világhírű orosz sakkfeladvány-szerzővel, Leonyid Kubbellel.
Hazatérése után rögtön belevetette magát a Budai Sakkozó Társaság életébe. A krisztinavárosi Philadelphia kávéházban tanyázó társaság épp ekkor, az első világháború után élte fénykorát. Nagy itt ismerkedett meg a modern feladvány-technikával. Telkes Imrével együtt a háromlépéses műfaj utolérhetetlen mestere volt. Emellett kedvelte a segítőmattot és az önmattot is.
1922 decemberében a philadelphiai Good Companion sakkfeladvány-klub nemzetközi versenyének első helyét nyerte el.
Feladványszerzői stílusa teljesen egyéni volt. Rendkívül vonzották az éles, megkapó eszmék. Schór Lászlóval együtt teremtette meg hazánkban a modern háromlépéses kultuszát, de kezdettől fogva teljesen más irányban haladtak. Míg Schór László a sötét károsodások stratégiáján alapuló iskolát teremtette meg, addig Nagy a világos játék lehetőségeiben fedezett fel teljesen új lehetőségeket. Feladványait (számítógép híján) hallatlanul nehéz volt megfejteni.
Viszonylag keveset, alig 200 művet publikált, de azok felét kitüntették. Az országos bajnokságok bevezetése után két ízben szerezte meg a három- és többlépéses osztályban az elsőséget. A negyvenes évektől kezdve versenybíróként is tevékenykedett.
Halála után a Magyar Sakkszövetség sakkfeladvány-szerzői emlékversenyt rendezett Nagy tiszteletére. Az 1967-os versenyt Bakcsi György nyerte meg.